# Echium hypertropicum
Espèce
Statut de conservation UICN

 EN B1ab(ii)+2ab(ii) : En danger
Echium hypertropicum est une espèce de plantes à fleurs de la famille des Boraginaceae. C'est une espèce endémique du Cap-Vert, que l'on trouve sur l'île de Santiago et celle de Brava. Localement – comme Echium vulcanorum et Echium stenosiphon –, elle est connue sous le nom de « lingua de vaca », c'est-à-dire « langue de vache », en raison de la texture de ses feuilles.
Par sa teneur en acide γ-linolénique, elle a des propriétés médicinales et diététiques.